# 三塚幸彦

三塚 幸彦（みつか ゆきひこ）は日本の尺八奏者、尺八製作者。

## 来歴・人物
北海道出身。16歳の頃たまたま聴いた尺八の音色に感動、父の所有する尺八を隠れて吹いたのが尺八への第一歩となった。　
琴古流を人間国宝青木鈴慕に、都山流を人間国宝山本邦山に師事。 NHK邦楽オーディション3連続合格後に独立、流派にとらわれない自由な活動を開始。太鼓の林英哲、ウードのハムザエルディン、パイプオルガンの酒井多賀志と共に、全国はもとより、海外にまでその活動拠点を延ばす。1988年に尺八、箏、ギターによるユニット遠TONE音を結成した。

尺八発音のための超基礎レベルの指導を得意とし、「邦楽ジャーナル」誌の2010年1月号より2014年2月号まで「目から鱗の尺八上達術」を、2019年8月号より「新　目から鱗の尺八上達術」を連載。

一方、演奏作曲だけではなく、泉州尺八工房（後述）やノーザンライツレコードの各代表、レコーディング・エンジニアの顔も持つ。
Shakuhachi Project GMQ（岩田卓也ら尺八奏者4人組のユニット）をプロデュース。

### 尺八製作者として
大学在学中に自分のための尺八を製作。卒業後その尺八でＮＨＫ邦楽育成会に合格、その後もコンサート活動などを通じて、自作尺八の性能が高く評価され、若手尺八演奏家からの尺八製作依頼が多くなり、尺八製作工房を設立。卒業した大学名にちなんで泉州尺八工房と銘々する。

同工房製の尺八を使用する奏者に、松田惺山、善養寺惠介、田辺頌山、岩田卓也、石垣秀基、大河内淳矢、松村湧太、神永大輔、遠藤直幸、鯨岡徹などがいる。
2019年、かねてより構想のあったアルミニウム製の「メタル尺八」を金属加工業者の協力を得て制作、発表した。